# كتلة نقدية
تتكون الكتلة النقدية من جميع وسائل الدفع، وقد يقتصر تعريف الكتلة النقدية على الأشكال الثلاثة الأولى ولكن المفهوم الواسع يضيف أشباه النقود وذلك لسهولة تحويلها إلى أشكال سائلة.
وتتألف الكتلة النقدية من عدد من العناصر هي:
1. الوفورات النقدية ويرمز إليها بـ M 1 م1. وتتألف من مجموعة رسائل الدفع: الأوراق النقدية، العملة المعدنية، الودائع الموجودة في البنوك والمؤسسات المالية، وفي الخزينة العامة، إضافة إلى الشيكات البريدية وصناديق الادخار .
2. التوظيفات السائلة أو لأجل قصير ويرمز إليها بالرمز M 2 م2. وتتألف هذه التوظيفات مما يوضع في البنوك على أساس دفتر توفير، ومن ودائع إلى أجل تديرها البنوك أو الخزينة، ومن سندات تصدرها البنوك أو الدولة، وتتألف كذلك من توظيفات الادخار.
3. شبه العملة وهو عبارة عن الودائع لأجل، ويرمز M 3 م3 .

تغطية الكتلة النقدية: تتألف التغطية من العناصر التالية:
1. ذهب وعملات صعبة .
2. قروض البنك المركزي على المؤسسات المالية .
3. مساهمة القطاع المصرفي في المشاريع الاقتصادية في البلاد، وهي عبارة عن قروض القطاع المصرفي للقطاع الخاص